# Sobór św. Izaaka

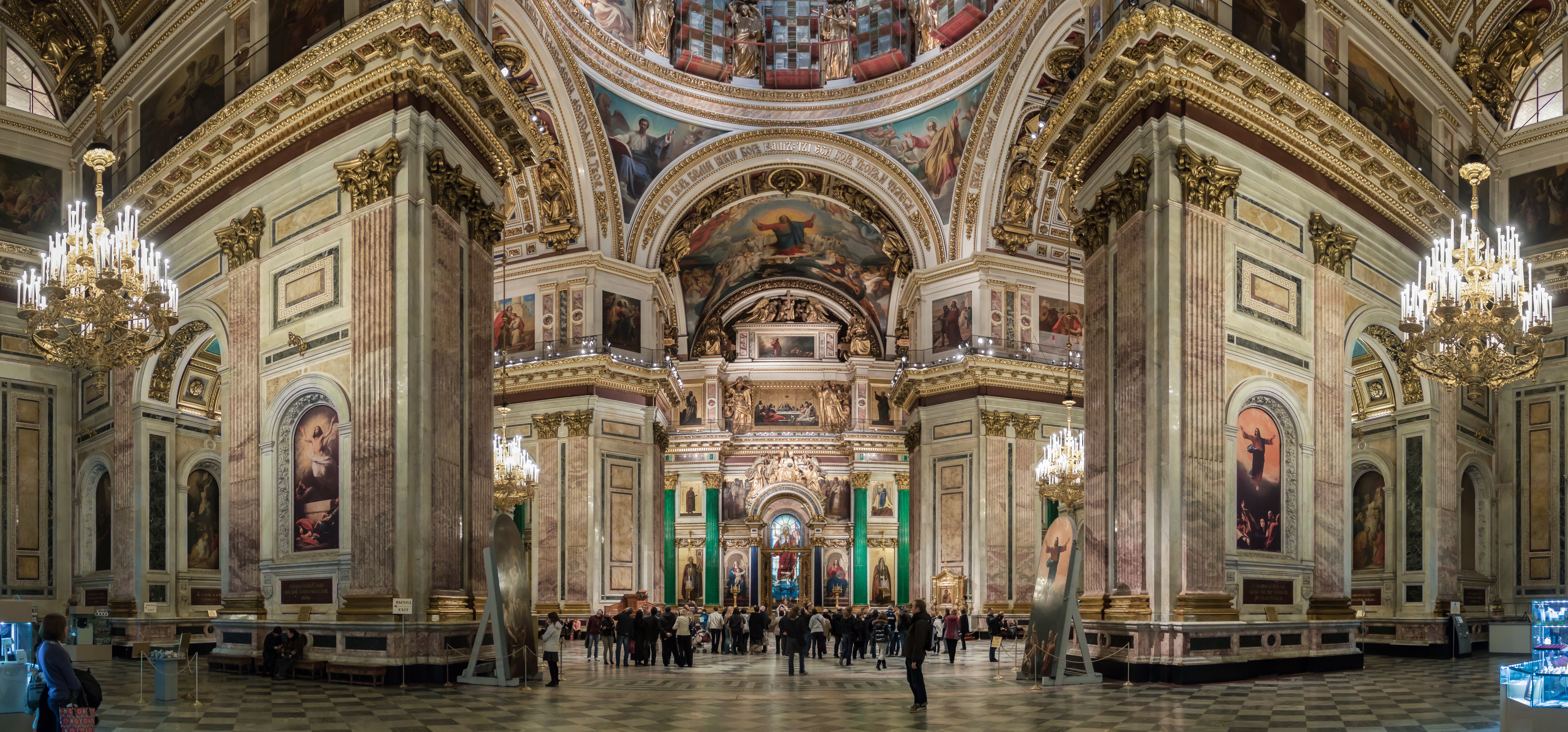
Wnętrze świątyni

Sobór świętego Izaaka Dalmatyńskiego (ros. Исаакиевский собор) – największa prawosławna świątynia w Petersburgu oraz druga co do wielkości w Rosji (zaraz po Soborze Chrystusa Zbawiciela w Moskwie), wybudowana z polecenia cara Aleksandra I; mierzy 97,6 m szerokości, 111,2 m długości oraz 101,5 m wysokości; zwieńczona jest złoconymi kopułami (pokrytymi 100 kg czystego złota), z których największa posiada promień ok. 11 m. Może pomieścić 14 tys. wiernych.

## Historia
Sobór był budowany 40 lat (1818–1858). Budowla była wznoszona na podmokłym, niełatwym do tego typu inwestycji terenie, co wymagało postawienia konstrukcji na wbitych głęboko w ziemię, drewnianych palach. Koszt budowy oszacowano wówczas na ponad 20 mln rubli. 
Od samego początku inwestycja napotykała szereg trudności. Największą przeszkodą było to, że świątyni nie stawiano od zera – z polecenia Aleksandra I musiano zachować już istniejące trzy poświęcone ołtarze oraz ściany starszej, lecz nieudanej świątyni autorstwa Antonio Rinaldiego. Specjalnia komisja zaaprobowana przez cara wybrała na głównego architekta Francuza Auguste de Montferranda (1786–1858), który wcześniej pobierał nauki w pracowni nadwornego architekta cesarza Napoleona Bonaparte, Ch. Perciera. Z czasem okazało się, że wznoszona budowla nie spełnia oczekiwań. Car nakazał wówczas, powołanej w tym celu specjalnej komisji, korektę projektu przy jednoczesnym poszanowaniu, jeśli to możliwe, istniejących ścian i fundamentów. Ponadto zobowiązał komisję do zachowania głównych cech konstrukcyjnych zaplanowanych przez Montferranda. Poprawianiem projektu zajęli się – oprócz samego Montferranda (który został dopuszczony do prac) – Awram Mielnikow, Wasilij Stasow, A. Michajłow Starszy i inni. Ich nadrzędnym celem stało się zachowanie imponującej pod względem rozmiarów kopuły. W tym celu wzmocniono fundamenty i dodano cztery nowe słupy, na których miała się ona oprzeć. Efektem prac zespołu były nowinki architektoniczne: podwójne sklepienie soboru (konstrukcyjne i dekoracyjne) oraz składająca się z trzech części kopuła (jej wewnętrzna czasza ma kształt sfery, środkowa – stożka, a zewnętrzna – paraboloidy). Dzięki zastosowaniu wielu nowatorskich rozwiązań sobór Świętego Izaaka jest trzecią pod względem wielkości świątynią kopułową Europy – wyprzedzają go jedynie bazylika św. Piotra na Watykanie oraz katedra św. Pawła w Londynie. Według danych dostępnych w muzeum w soborze od tej świątyni większa jest również katedra Santa Maria del Fiore we Florencji.
Po rewolucji październikowej budynek został porzucony, a następnie przekształcony w muzeum ateizmu. Usunięto charakterystyczną rzeźbę gołębicy, która została zastąpiona przez wahadło Foucaulta o długości 98 m. W czasie istnienia należało do największych na świecie (zostało zlikwidowane w latach 90. XX w.). Podczas II wojny światowej kopuła została pokryta szarą farbą, aby uniknąć przyciągania uwagi przez samoloty nieprzyjaciela. 
Po upadku komunizmu, muzeum zostało zlikwidowane i zezwolono wiernym na udział w praktykach religijnych, jednakże tylko w lewej kaplicy. Nie praktykuje się nabożeństw w nawie głównej. Wyjątki stanowią specjalne okazje oraz święta, takie jak Boże Narodzenie.
Sobór św. Izaaka stanowi aktualnie jedną z największych atrakcji turystycznych Petersburga. Poza swoją imponującą wielkością i bogatym wystrojem architektonicznym, dysponuje jednocześnie jednym z najlepszych punktów widokowych w mieście – na szczycie znajduje się taras widokowy. We wnętrzu świątyni znajduje się muzeum.
W 2015 eparchia petersburska zwróciła się do władz miejskich o przekazanie jej budynku soboru.